# 南京農業大学
南京農業大学（英語: Nanjing Agricultural University）は、中華人民共和国江蘇省南京に位置する大学。大学の特徴は、農業、科学、経済学、経営、工学、文学、法学、学際のための農業と生命科学のように調和のとれた発展である。直接教育省の下で国家重点大学、「211プロジェクト」と最初のグループの間で「985利点規律イノベーションプラットフォーム」キー建設大学の一つ、「ダブルクラス」世界クラスの大学の専門分野、111計画、2011年の計画、863計画、973計画に指定されている。大学院、大学、国家の教育と高品質の農業、林業、人的資源と共有アライアンスメンバーの最初のバッチの訓練で何千ものパイロット業界の特性大学高いレベルに改革される予定である。 

## 概要
2017年3月の時点で、学校が19校（学科）、62の学部プログラム、31の修士号レベルの規律は、16回の専門分野が承認ポイントを博士、認可および15ポスドク研究ステーションがあり、4を持っている。最初のレベルの国家重点学科は、3つの国家重点学科の2つの分野および国キー（栽培）規律。既存のフルタイムの学部学生は17000人以上、大学院生は8500人以上。 学校のキャンパスの総面積は90,000平方キロメートル、建築面積は74万平方メートル、総資産は3.5億元、以上の235万件の図書館の蔵書数は、それが外国雑誌の10,000種類以上、及び500件の電子ブックを持っている。学校の12の専門分野は、作物科学と農業資源と環境は、国内で1位、教育省の懲戒評価の第3ラウンドで上位10位にランク。

## 沿革
前身は、1902年の三江師範学校と1914年の金陵大学が始まり。  
- 1952年 - 国立大学部門の調整により、旧国立中央大学大学と浙江大学の農業・農学校部局を南京農業大学に設立されたセクションの学部に併合された。
- 1963年 - 国家の重要な大学として指定。

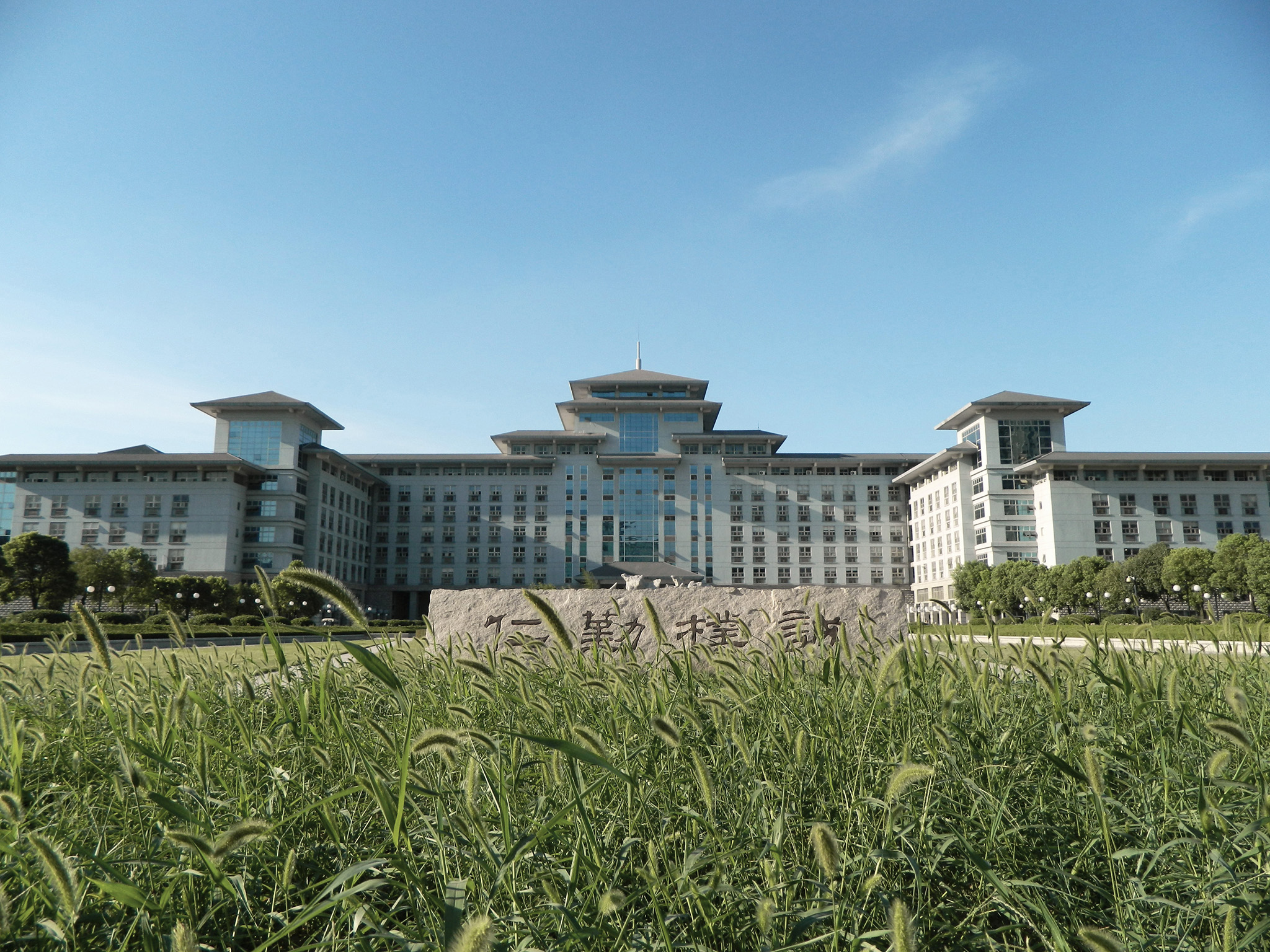
南京農業大学の逸夫楼

- 1984年 - 南京農業大学に改称。

## 日本における協定校
- 筑波大学
- 千葉大学